# Lhadji Badiane
Lhadji Badiane (Strasburgo, 16 aprile 1987) è un ex calciatore francese, di ruolo centrocampista.